# Кравчук Микола Іванович (письменник)
Мико́ла Іва́нович Кравчу́к — український письменник та педагог; лауреат літературних премій ім. Ю. Яновського, 1983 (за збірку «Криниця під вікном»), та ім. Г. Косинки — 2001.

## Короткий життєпис
Народився в селі Ситківці (нині частина с. Голодьки Тетіївського району Київської області). Його батько був колгоспним бухгалтером. В Ситківцях Микола здобув середню освіту, працював секретарем школи.
1952 році закінчив спецгрупу Львівського культосвітнього технікуму, 1956-го — з відзнакою Київський педагогічний інститут. Учителював, був директором восьмирічної школи, потім заступником директора середньої школи, учителем української мови й літератури. Від 1981-го — на творчій роботі.
З дитинства почав писати — вірші, потім оповідання «Чорнобривці» та повість. Писав новели, близькі за побудовою до поезії в прозі. Намагався в творах глибоко проникати у психологію людини.
Окремі його твори перекладено болгарською, польською, російською, серболужицькою, словацькою, угорською, чеською мовами. Видавництво «Радянський письменник» у 1978 році та видавництво «Дніпро» 1982 року видали книжки вибраних творів.

### З творчого доробку
- збірки новел: «Криниця під вікном» (1969),
- «Гіркий цвіт полину» (1972),
- «На нове літо» (1977),
- «Незаймана вода» (1982),
- «Прожити в любові» (1986),
- «Жито» (1989),
- «На порозі дива», 2004.